# Стоян Петревски
Стоян Филипов Петрѐвски е български революционер, деец на Вътрешната македоно-одринска революционна организация.

## Биография
Роден е в 1868 година в костурското село Дреновени, днес Кранионас, Гърция. Брат е на Никола Кузинчев. Остава неграмотен. Посветен е в македоно-одринското революционно движение в 1900 година и го подпомага като работник във Варна. По-късно е четник на Васил Чекаларов. През Илинденско-Преображенското въстание е в селската чета на Дреновени.
През Балканската война служи в Македоно-одринското опълчение. След войните работи във Варна като дърводелец. От януари 1923 година е деец на Илинденската организация.
Женен е, с две дъщери. Умира на 18 юли 1941 година.